# 公共專業聯盟
公共專業聯盟（英語：The Professional Commons，簡稱公專聯），為以會員為基礎的香港民主派非牟利獨立組織。其成立於2007年3月25日，意識形態派別為泛民主派。
組織緣起於2007年行政長官選舉，梁家傑參選使選舉廣受關注，選舉結束後，很多民主派選委及其他專業人士，決定以此為基礎，成立公共專業聯盟。早期公共專業聯盟成員不少也是公民黨成員。
雖然有不少民主派政治人物參加，但其經常發表報告及進行研討會的做法，立場亦相較予其他民主派背景的社運團體溫和，較多時候被視為一個智庫組織。成員亦可按個人意願，因此所属議员被视为獨立民主派议员。
2013年3月21日，公共專業聯盟聯同其他民主派政黨及團體成立真普選聯盟。公共專業聯盟的作用是協調及統合專業力量，以便在建制派佔絕對優勢的功能界別中增加議席。

## 知名人物
- 司馬文 - 前任公共專業聯盟主席，創建香港CEO，南區區議會民選議員及副主席。
- 莫乃光 - 公共專業聯盟創會副主席[2]、前主席 [3]，香港互聯網協會創會會長，前香港立法會議員（資訊科技界），專業議政成員，前民主派會議召集人。[1]
- 梁繼昌 - 前公共專業聯盟主席，會計師，香港立法會議員（會計界），專業議政成員。
- 吳永輝 - 前公共專業聯盟主席，民主黨中央委員，前市政局民選議員，代表泛民參加2012年香港立法會選舉（建築、測量、都市規劃界）。
- 趙家賢 - 民主派協調組織民主動力召集人、前任東區區議會副主席兼太古城西選區民選議員、前任東區泛民會議副召集人、民主黨成員、資深認可調解員、仲裁員、香港和解中心前副會長、香港認可調解員學會主席、公共專業聯盟董事會成員。
- 王振星 - 前東區區議會（太古城東）民選議員，香港大學校友關注組副召集人，太古社區工程主席。
- 黎廣德 - 公民黨前副主席，公共專業聯盟創會主席，代表泛民參加2012年香港立法會選舉（工程界）。[1]
- 梁兆昌 - 前任公共專業聯盟副主席，選舉委員會（資訊科技界）委員。
- 羅彬 （Robin Sarah Bradbeer） - 前香港城市大學電子工程系副教授。
- 甄文星 - 會計師，代表泛民參加2012年香港立法會選舉（金融服務界）。

## 議員

### 立法會議員
| 界別     | 選區       | 姓名     | 2008-2012 | 2012-2016 | 2016-2021 | 備註                                                                                     |
| -------- | ---------- | -------- | --------- | --------- | --------- | ---------------------------------------------------------------------------------------- |
| 地方選區 | 香港島     | 陳淑莊   |           |           | →         | 代表 公民黨，曾在2010年因參與五區公投辭去職務，並於補選中重新當選。於2020年9月29日辭職。 |
| 功能界別 | 會計界     | 梁繼昌   |           |           | →         | 專業議政成員。於2020年11月11日被宣布撤銷議席。                                           |
| 功能界別 | 資訊科技界 | 莫乃光   |           |           | →         | 專業議政成員。於2020年11月11日宣佈辭職。                                                 |
| 功能界別 | 所得議席   | 所得議席 | 1         | 2         | 3→0       |                                                                                          |

### 區議員
2020年至2023年，公共專業聯盟在1個區議會共有1個議席，議員包括：
| 區議會 | 代號 | 選區   | 姓名   | 備註                   |
| ------ | ---- | ------ | ------ | ---------------------- |
| 南區   | D11  | 薄扶林 | 司馬文 | 前公民黨及民主思路成員 |

## 選舉

### 立法會選舉
| 選舉 | 民選得票 | 民選得票比例 | 地方選區議席 | 功能界別議席 | 總議席 | +/- |
| 2008 | 82,600   | 5.42%        | 1            | 0            | 1 / 60 | 1 ▲ |
| 2012 | 0        | 0.00%        | 0            | 2            | 2 / 70 | 1 ▲ |
| 2016 | 37,954 ▼ | 1.75% ▼      | 1            | 2            | 3 / 70 | 1 ▲ |

### 區議會選舉
| 選舉 | 民選得票 | 民選得票比例 | 民選議席 | 委任議席 | 當然議席 | 總議席  | +/-  |
| 2007 | 不詳     | 不詳         | 不詳     | 不詳     | 不詳     | 不詳    | 不詳 |
| 2011 | 不詳     | 不詳         | 不詳     | 不詳     | 不詳     | 不詳    | 不詳 |
| 2015 | 8,622    | 0.59%        | 3        | 不適用   | 0        | 3 / 458 | 不詳 |

## 重大事件

### 廣深港高速鐵路香港段錦上路方案
香港特別行政區政府在推動整個廣深港高速鐵路香港段計劃時，在財政支出、回收土地，以及是車站選址、設計等問題上，引起了香港社會人士的關注與彼此之間的衝突，並發生了撐高鐵運動、反高鐵運動和香港反高鐵撥款警民衝突等事件。
就著669億港元工程費用及菜園村收地問題，由公共專業聯盟協調的「新高鐵專家組」，提出了一項新方案，表示以錦上路作為香港區總站，無需於菜園村收地，及只需250億港元費用。

### 參選立法會
成員司馬文於2016年7月18日宣布參選2016年香港立法會選舉香港島選區，而另一成員陳淑莊亦於之後以公民黨名義宣布參選2016年立法會選舉香港島地方選區。
司馬文於2018年3月11日參與2018年香港立法會補選的功能界別。

## 批評
親共傳媒《文匯報》在2009年有文章批評公共專業聯盟「名義上以專業掛帥，實質卻是『掛羊頭賣狗肉』的公民黨傀儡」。而早期公共專業聯盟成員亦有參加公民黨。

## 外部連結
- 公共專業聯盟官方網站（页面存档备份，存于）